# 패트릭 뎀프시
패트릭 뎀프시(Patrick Dempsey, 1966년 1월 13일 ~ )는 미국의 배우이다. 메인주 루이스턴 출신으로, 어렸을 때는 저글링 대회에 나서 1981년 국제 저글러 협회 챔피언십 주니어 부문에서 앤서니 개토에 이어 2위를 차지한 바 있다. 이후 연극 금지된 습관의 오디션에서 발굴되어 필라델피아에서 열린 투어에 동행했으며, 메인 극단에서 제작한 황금 연못과 뉴욕에서 재상영된 서브젝트 워스 로지스에도 참여하였다. 영상 배우로는 1985년 데뷔했으며, 대표작으로는 텔레비전 드라마인 그레이 아나토미가 있다.
또한 스포츠카와 빈티지카 수집가이기도 하며, 르망 24시, 데이토나 24시간 레이스 등 여러 자동차 경주에 출전하기도 했다.

## 출연작 목록

### 영화
| 연도 | 제목                 | 원제                           | 배역                | 비고        |
| ---- | -------------------- | ------------------------------ | ------------------- | ----------- |
| 1985 | 더 스터프            | The Stuff                      | 지하 스터프 바이어  |             |
| 1985 | 헤븐 헬프 어스       | Heaven Help Us                 | 코벳                |             |
| 1986 | 파이팅 초이스        | A Fighting Choice              | 켈린 테일러         |             |
| 1986 | 미트볼 3             | Meatballs III: Summer Job      | 루디 거너           |             |
| 1987 | 연애학 개론          | Can't Buy Me Love              | 로널드 밀러         |             |
| 1987 | 인 더 무드           | In the Mood                    | 엘즈워스 와이즈카버 |             |
| 1988 | 젊은 연인들          | Some Girls                     | 마이클              |             |
| 1988 | 인 어 섈로 그레이브  | In a Shallow Grave             | 포터 대븐트리       |             |
| 1989 | 랜디의 사생활        | Loverboy                       | 랜디 보덱           |             |
| 1989 | 해피 투게더          | Happy Together                 | 크리스토퍼 우든     |             |
| 1990 | 캐딜락 54            | Coupe de Ville                 | 로버트 리브너       |             |
| 1991 | 자유시대             | Mobsters                       | 마이어 랜스키       |             |
| 1991 | 표적                 | Run                            | 찰리 패로           |             |
| 1993 | 장미를 든 은행털이   | Bank Robber                    | 빌리                |             |
| 1993 | 음악에 실은 사랑     | Face the Music                 | 찰리 헌터           |             |
| 1994 | 하버드 졸업반        | With Honors                    | 에버렛 캘러웨이     |             |
| 1994 | 서커스 코끼리의 모험 | Outbreak                       | 제프리              |             |
| 1995 | 아웃브레이크         | Outbreak                       | 짐보 스콧           |             |
| 1996 | 묵비권               | The Right to Remain Silent     | 톰 해리스           | TV 영화     |
| 1997 | 휴고 풀              | Hugo Pool                      | 플로이드 게일런     |             |
| 1998 | 디나이얼             | Denial                         | 샘                  |             |
| 1998 | 아름다운 탈출        | The Escape                     | 클레이턴            |             |
| 1998 | 죄와 벌              | Crime and Punishment           | 로자 라스콜니코프   | TV 영화     |
| 1998 | 예레미야             | Jeremiah                       | 예레미야            | TV 영화     |
| 2000 | 스크림 3             | Scream 3                       | 마크 킨케이드       |             |
| 2001 | 금발의 여인          | Blonde                         | 캐스 벌루트         | TV 영화     |
| 2002 | 스위트 알라바마      | Sweet Home Alabama             | 앤드루 헤닝스       |             |
| 2002 | 엠퍼러스 클럽        | The Emperor's Club             | 루이 마수디         |             |
| 2003 | 러키 세븐            | Lucky 7                        | 피터 코너           | TV 영화     |
| 2004 | 천사의 투쟁          | Iron Jawed Angels              | 벤 와이스먼         |             |
| 2006 | 브라더 베어 2        | Brother Bear 2                 | 케나이              | 애니메이션  |
| 2007 | 프리덤 라이터스      | Freedom Writers                | 스콧 케이시         |             |
| 2007 | 마법에 걸린 사랑     | Enchanted                      | 로버트 필립         |             |
| 2008 | 남주기 아까운 그녀   | Made of Honor                  | 톰 베일리           |             |
| 2010 | 발렌타인 데이        | Valentine's Day                | 해리슨 코플런드     |             |
| 2011 | 트랜스포머 3         | Transformers: Dark of the Moon | 딜런 굴드           |             |
| 2011 | 플라이페이퍼         | Flypaper                       | 트립                | 제작을 겸함 |
| 2016 | 브리짓 존스의 베이비 | Bridget Jones's Baby           | 잭 퀀트             |             |
| 2022 | 디스인챈티드         | Disenchanted                   | 로버트 필립         |             |
| 2023 | 블랙 프라이데이      | Thanksgiving                   | 에릭 뉴런 보안관    |             |

### 텔레비전 드라마
| 연도    | 제목                    | 원제                                     | 배역            | 비고                  |
| ------- | ----------------------- | ---------------------------------------- | --------------- | --------------------- |
| 1986    | 리치몬드 연애 소동      | Fast Times                               | 마이크 더몬     | 7회분 출연            |
| 1993    | JFK                     | JFK: Reckless Youth                      | 존 F. 케네디    | 미니시리즈            |
| 1996    | 연옥의 계절             | A Season in Purgatory                    | 해리슨 번스     | 미니시리즈            |
| 1997    | 해저 2만리              | 20,000 Leagues Under the Sea             | 피에르 아로낙스 | 미니시리즈            |
| 2000-01 | 윌 앤 그레이스          | Will & Grace                             | 매슈            | 3회분 출연            |
| 2000    | 원스 앤 어게인          | Once and Again                           | 에런 브룩스     | 4회분 출연            |
| 2003    | 캐런 시스코             | Karen Sisco                              | 칼 윌킨스       | "Blown Away" 에피소드 |
| 2004    | 더 프랙티스             | The Practice                             | 폴 스튜어트     | 3회분 출연            |
| 2005-15 | 그레이 아나토미         | Grey's Anatomy                           | 데릭 셰퍼드     | 주연                  |
| 2009    | 프라이빗 프랙티스       | Private Practice                         | 데릭 셰퍼드     |                       |
| 2018    | 해리 큐버트 사건의 진실 | The Truth About the Harry Quebert Affair | 해리 큐버트     | 미니시리즈            |
| 2020    | 악마들                  | Devils                                   | 도미닉 모건     | 주연                  |